# Armageddon (aespa歌曲)
〈Armageddon〉是韓國女子音樂組合aespa首張韓語正規專輯《Armageddon》的主打歌曲之一。由SM娛樂製作，於2024年5月27日下午6時透過各大串流媒體公開音樂與音樂錄影帶。歌曲由방혜현 (Bang Hye Hyun)、Ellie Suh (153/Joombas)作詞，EJAE、SUMIN、Waker(153/Joombas)、No Identity作曲，No Identity編曲。

## 背景與發行
2024年2月8日，SM娛樂宣佈aespa計畫在第2季以正規專輯回歸。3月15日，韓國媒體在仁川機場拍攝到aespa出國行程，據悉是前往泰國曼谷拍攝專輯相關影片，於19日完成拍攝行程。同月27日，韓國媒體獨家報導表示：「aespa將在5月份回歸，目前正在為新專輯做最後準備工作。」對此，SM娛樂表示：「目前還沒有確定任何相關行程，但確實會在第2季回歸。詳細的日程會在之後宣佈。」4月22日，aespa透過官方社群平台宣佈於5月27日回歸。
5月20日至22日，公開專輯「Find The Authentic」概念主題。20日，公開第一波「Find The Authentic」團體影片和概念照。21日，公開第二波「Find The Authentic」成員概念影片。22日，公開第三波「Find The Authentic」概念照，同日公開多重宇宙劇集「aepisode #2 [MY POWER]」成員能力概念影片。
5月23日，公開「MY POWER」組合與成員概念照。24日，公開「Unknown」組合與成員概念照。
5月26日，透過SMTOWN官方YouTube頻道公開第2首主打歌曲〈Armageddon〉MV預告和成員MV概念照。
5月27日下午6點透過各大串流媒體公開〈Armageddon〉音樂，同時透過SMTOWN官方YouTube頻道公開第2首主打歌曲〈Armageddon〉MV。

## 製作
歌曲以A大調譜寫，速度每分鐘92拍。歌曲由방혜현 (Bang Hye Hyun)、Ellie Suh (153/Joombas)作詞，EJAE、SUMIN、Waker(153/Joombas)、No Identity作曲，No Identity編曲。歌詞將貫穿專輯主題「Only I Can Define Myself（只有我能定義我自己）」，將能更加展現屬於aespa的音樂曲風。

## 音樂錄影帶
2024年5月27日下午6時透過SMTOWN官方YouTube頻道發佈主打歌〈Armageddon〉MV並透過各大串流媒體公開歌曲。在〈Armageddon〉MV公開後受到外界高度好評與討論，歌曲MV以電影規模製作，後製團隊運用大量的視覺特效，比如3D模型、電腦合成影像渲染結合AI動畫等多種影音技術，再加上造型團隊的化妝技術、髮型設計、服裝和美甲設計等呈現出華麗時尚的怪誕美學。
5月29日，SM One Production音樂錄影帶製作組接受採訪時表示「《Armageddon》是aespa從虛擬和現實擴張到多重宇宙新篇章而製作的專輯，MV製作組為了如何從「Launch Code」到〈Armageddon〉擁有連貫性，考慮了很多事宜。」〈Supernova〉和〈Armageddon〉雖是專輯雙主打歌曲，但在歌曲風格是完全不同的類型。MV製作組補充道「MV是展現『aespa』有著無限可能性的方式」。〈Armageddon〉MV裡運用在〈Supernova〉透過超越性覺醒後擁有「Super（Super Being)」超能力的aespa，當擁有超能力的「aespa」，遇到存在於因AI而毀滅的空間而產生惡童的「aespa」，這來自不同兩個空間的「aespa」相遇後覺醒並互向認同彼此存在的內容。是個貫穿〈Supernova〉、〈Armageddon〉和專輯的宣傳標語「Only I Can Define Myself（只有我能定義我自己）」故事。製作組表示「我們沒有選擇使用故事劇情的敘事方式拍攝，而是選擇以『壓縮圖像』的排列方式，是為了展現歌曲的嘻哈風格和在表演歌曲時的能夠『相互映照』而採用的方式。」
〈Armageddon〉是以「陌生帶來恐懼」為製作重點的MV，總時長為3分22秒的音樂錄影帶，可以感受到成員們華麗的視覺加上整體營造的氛圍是華麗時尚但帶點怪異的神秘科幻影片。由於〈Armageddon〉是該專輯的最後篇章，MV製作組在策劃時就想規劃出能再更進一步強化aespa的世界觀和展現出aespa團體團結的內容。雖然〈Supernova〉是以強調成員能力的MV為主，但兩首MV的共同點是皆有使用reCAPTCHA圖靈測試是否為機器人的辨識系統身分驗證方式，展現製作團隊想打造從音樂、表演、概念、內容、視覺等皆有專輯主題的連貫性並強化整體的豐富度和保有的「aespa」的獨特性。

## 宣傳
2024年5月27日下午5點透過aespa官方YouTube、TikTok、Weverse頻道進行《aespa Armageddon Countdown Live》紀念回歸直播節目，節目中預計能搶先收聽歌曲、介紹歌曲和分享專輯籌備的幕後花絮等相關內容。發行後的第一周，分別在《M Countdown》、《音樂銀行》、《Show! 音樂中心》進行打歌宣傳活動。

## 音樂現場
| 音樂節目現場 | 音樂節目現場   | 音樂節目現場 | 音樂節目現場                    |
| 電視台       | 節目名稱       | 日期         | 官方影片                        |
| ------------ | -------------- | ------------ | ------------------------------- |
| Mnet         | M Countdown    | 5月30日      | 20240530 （页面存档备份，存于） |
| KBS2         | Music Bank     | 5月31日      | 20240531 （页面存档备份，存于） |
| MBC          | Show! 音樂中心 | 6月1日       | 20240601 （页面存档备份，存于） |
| SBS          | 人氣歌謠       | 6月9日       | 20240609 （页面存档备份，存于） |

## 榜單成績

### 音源榜
| 音源榜                                                        | 最高名次 | 最高名次 | 最高名次 | 最高名次 | 最高名次 | 來源   |
| 音源榜                                                        | 實時榜   | TOP100   | 日榜     | 週榜     | 月榜     | 來源   |
| ------------------------------------------------------------- | -------- | -------- | -------- | -------- | -------- | ------ |
| iChart                                                        | 4        |          |          | 5        |          | [ 21 ] |
| Melon                                                         | 3        | 5        | 7        | 8        | *        | [ 24 ] |
| Genie                                                         | 4        |          | 10       | 10       | *        | [ 25 ] |
| Bugs                                                          | 3        |          | 3        | 3        |          | [ 26 ] |
| Flo                                                           | 6        |          |          |          |          | [ 27 ] |
| VIBE                                                          |          |          | 11       |          |          | [ 28 ] |
| YouTube                                                       |          |          |          | 3        |          | [ 30 ] |
| - 「*」：打榜中 - 「/」：未入榜 - 「 」：該段時期未設立排行榜 |          |          |          |          |          |        |

## 獲獎與提名

### 頒獎典禮獎項
| 年份 | 屆數   | 頒獎典禮              | 獎項              | 提名對象   | 結果 | 來源   |
| ---- | ------ | --------------------- | ----------------- | ---------- | ---- | ------ |
| 2024 | 第8屆  | K-World Dream Awards  | 最佳音樂錄影帶    | Armageddon | 獲獎 | [ 31 ] |
| 2024 | 第26屆 | 2024年MAMA大獎        | 最佳音樂錄影帶    | Armageddon | 獲獎 | [ 32 ] |
| 2025 | 第23屆 | MTV日本音樂錄影帶大獎 | 最佳K-POP錄影帶獎 | Armageddon | 獲獎 | [ 33 ] |

### 音樂節目獎項
| 年份 | 日期    | 電視台 | 節目名稱      | 來源   |
| ---- | ------- | ------ | ------------- | ------ |
| 2024 | 6月5日  | MBC M  | Show Champion | [ 34 ] |
| 2024 | 6月6日  | Mnet   | M Countdown   | [ 35 ] |
| 2024 | 6月13日 | Mnet   | M Countdown   | [ 36 ] |
| 2024 | 6月20日 | Mnet   | M Countdown   | [ 37 ] |

## 發行歷史
| 發行地區 | 發行日期      | 發行方式 | 廠牌                      |
| -------- | ------------- | -------- | ------------------------- |
| 全球     | 2024年5月27日 | 數位下載 | SM娛樂 Kakao娛樂 華納唱片 |